# Tommaso Ghirardi
Tommaso Ghirardi (n. 10 mai 1976, Brescia) este un om de afaceri italian. În prezent este președintele Parma FC.